# Je te ressemble
 (décembre 2013).
Si vous disposez d'ouvrages ou d'articles de référence ou si vous connaissez des sites web de qualité traitant du thème abordé ici, merci de compléter l'article en donnant les références utiles à sa vérifiabilité et en les liant à la section « Notes et références ».
Je te ressemble est le premier album du chanteur Axel Tony sorti le 15 avril 2013. Il bénéficie d'une réédition contenant les bonus tracks Sensualité et Flamme, extrait de la compilation Tropical Family sortie le 19 août 2013.

## Chansons
1. Avec toi (feat. Tunisiano)
2. Au-delà des mots (feat. Dry)
3. Ce monde-là
4. Le Meilleur de nous
5. Je te ressemble
6. La vie n'attend pas
7. Ma reine (feat. Admiral T)
8. Qu'avons-nous fait?
9. J'avance
10. Ne me juge pas
11. Je t'aime
12. Seul
13. Sensualité (feat. Sheryfa Luna)
14. Flamme (feat. Layanah)